# Liste der Biografien/Bucc
Liste der Biografien |
Portal Biografien |
Personensuche
# |
A |
B |
C |
D |
E |
F |
G |
H |
I |
J |
K |
L |
M |
N |
O |
P |
Q |
R |
S |
T |
U |
V |
W |
X |
Y |
Z |
?
 
Ba |
Be |
Bd |
Bg |
Bh |
Bi |
Bj |
Bl |
Bm |
Bn |
Bo |
Br |
Bs |
Bu |
Bw |
By |
Bz
 
Bua |
Bub |
Buc |
Bud |
Bue |
Buf |
Bug |
Buh |
Bui |
Buj |
Buk |
Bul |
Bum |
Bun |
Buo |
Buq |
Bur |
Bus |
But–Buz
 
Buca |
Bucc |
Buce |
Buch |
Buci |
Buck |
Bucl |
Buco |
Bucq |
Bucr |
Bucs |
Bucu |
Bucy |
Bucz
Die Liste der Biografien führt alle Personen auf, die in der deutschsprachigen Wikipedia einen Artikel haben. Dieses ist eine Teilliste mit 31 Einträgen von Personen, deren Namen mit den Buchstaben „Bucc“ beginnt.

## Bucc

### Bucca
- Bucca, Dorotea, Universitätsprofessorin in Philosophie und Medizin
- Buccaneer (* 1974), jamaikanischer Dancehall-Musiker

### Bucce
- Buccella, Maria Grazia (* 1940), italienische Schauspielerin
- Buccellati, Antonio (1831–1890), italienischer Jurist und Literat
- Bucceroni, Dan (1927–2008), US-amerikanischer Boxer
- Bucceroni, Gennaro (1841–1918), italienischer Jesuit und Professor für Moraltheologie an der Päpstlichen Universität Gregoriana

### Bucch
- Bucchi, Cristian (* 1977), italienischer Fußballspieler und -trainer
- Bucchi, Lorenzo (* 1983), italienischer Fußballspieler
- Bucchi, Valentino (1916–1976), italienischer Komponist, Musikkritiker und -pädagoge
- Bucchini, Dominique (* 1943), französischer Politiker der Partei PCF und war Präsident der Versammlung von Korsika

### Bucci
- Bucci, Andrea (* 1966), italienischer Plastiker
- Bucci, Anselmo (1887–1955), italienischer Maler, Grafiker und Schriftsteller
- Bucci, Clemar (1920–2011), argentinischer Autorennfahrer
- Bucci, Fabrizio (* 1964), italienischer Diplomat
- Bucci, Fabrizio (* 1979), italienischer Schauspieler
- Bucci, Flavio (* 1947), italienischer SchauspielerFlavio Bucci (* 1947)

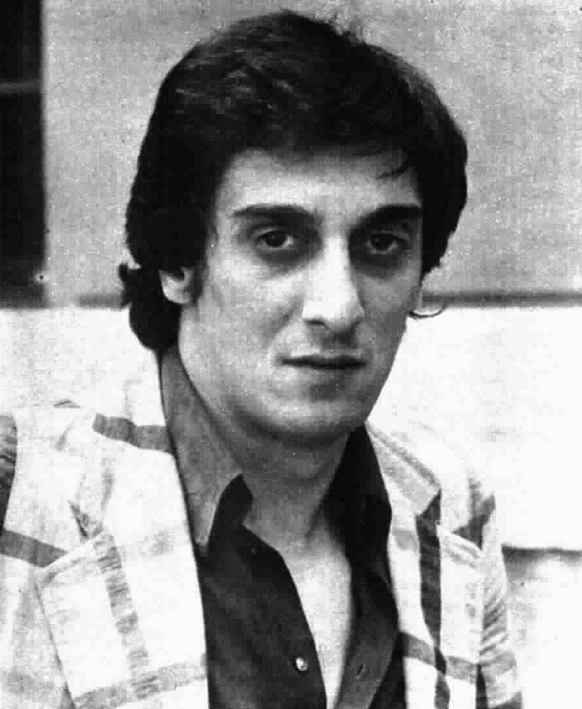
Flavio Bucci (* 1947)

- Bucci, Luca (* 1969), italienischer Fußballtorhüter
- Bucci, Onorato (1941–2025), italienischer Rechtshistoriker
- Bucci, Roberto, san-marinesischer Politiker
- Bucci, Vittorio Di (* 1963), italienischer Jurist und Kanzler des Gerichts der Europäischen Union
- Bucci-Maler, attisch-schwarzfiguriger Vasenmaler
- Bucciarelli, Alessandra, italienische Tanzsportlerin
- Buccicardi, Alberto (1914–1970), chilenischer Fußballspieler
- Bucciero, Antonio (* 1982), italienischer Radrennfahrer
- Buccino, Dario (* 1968), italienischer Komponist, Musiker und Vokalist
- Bucciol, Armando (* 1946), italienischer Geistlicher und römisch-katholischer Bischof von Livramento de Nossa Senhora
- Bucciol, Dino (* 1970), kanadisch-italienischer American-Football-Spieler
- Buccionius Homulus, Gaius, antiker römischer Toreut

### Bucco
- Buccola, Filippo (1886–1987), sizilianisch-amerikanischer Mobster
- Buccolini, Alejandro Antonio (1930–2014), argentinischer Ordensgeistlicher, römisch-katholischer Bischof von Río Gallegos
- Buccow, Adolf Nikolaus von (1712–1764), österreichischer General der Kavallerie und Gubernator von Siebenbürgen